# Cantó de Guebwiller
El cantó de Guebwiller (alsacià kanton Gawiller) és una divisió administrativa francesa situat al departament de l'Alt Rin i a la regió del Gran Est.

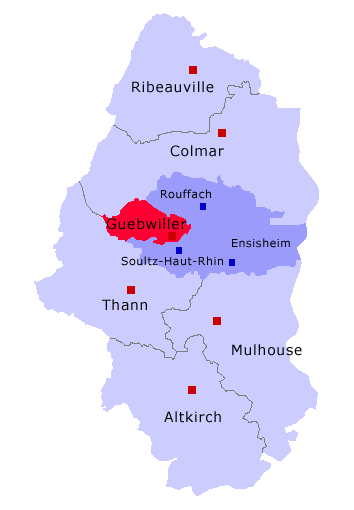
representació del cantó de Guebwiller al districte de Guebwiller i al departament de l'Alt Rin

## Composició
El cantó aplega 11 comunes :
| Nom alsacià  | Nom francès             | Nom alemany    |
| Bargholz     | Bergholtz               | Bergholz       |
| Bargholzzàll | Bergholtzzell           | Bergholzzell   |
| Beel         | Buhl (Alt Rin)          | Bühl           |
| Gawiller     | Guebwiller              | Gebweiler      |
| Líntel       | Linthal                 | Linthal        |
| Lütebàch     | Lautenbach              | Lautenbach     |
| Lütebàchzall | Lautenbachzell          | Lautenbachzell |
| Müerbàch     | Murbach                 | Murbach        |
| Orschwihr    | Orschwihr               | Orschweier     |
| Rímbàch      | Rimbach-près-Guebwiller | Rimbach        |
| Rímbàchzall  | Rimbachzell             | Rimbachzell    |

## Conseller general de l'Alt Rin
- 1998-2014: Daniel Weber